# Pseudapis equestris
Pseudapis equestris is een vliesvleugelig insect uit de familie Halictidae. De wetenschappelijke naam van de soort is voor het eerst geldig gepubliceerd in 1872 door Gerstäcker.